# План «Z»
План «Z» — название, которое было дано запланированному с 1939 года по 1944 год переоборудованию и расширению германского флота, план которого рейхсканцлер Адольф Гитлер подписал в начале 1939 года.
Модернизированный флот должен был бросить вызов военно-морской мощи Соединенного Королевства и план должен был быть завершен к 1944 году. После начала Второй мировой войны гитлеровская Германия отказалась от его реализации.

## История
По условиям Версальского мирного договора на военно-морской флот Германии были наложены жёсткие ограничения: запрещено иметь крупные корабли, большой главный калибр, подводные лодки, авиацию и так далее, основное из которых — неизменность его состава, все новые корабли должны были вводиться в строй только на замену старых. Первый такой корабль был заложен в 1921 году.
Положение изменилось при власти нацистов. В 1935 году было заключено англо-германское морское соглашение, разрешавшее нацистской Германии создать флот с общим водоизмещением до 35 % флота Соединённого королевства, в том числе подводный флот с водоизмещением до 45 % от водоизмещения британского подводного флота. После этого Верховное командование германского флота (нем. Oberkommando der Marine) начало разрабатывать план модернизации флота.
В декабре 1938 года нацистская Германия добилась права довести водоизмещение своего подводного флота до 100 % от британского.
Первоначальный план «Z» был закончен к 1938 году, он был рассчитан на 10 лет и отражал двадцатилетнюю эволюцию стратегического мышления Верховного командования германского флота (нем. Oberkommando der Marine) после Первой мировой войны. План предусматривал создание к 1948 году флота с десятью линейными кораблями, десятью линейными крейсерами, четырьмя авианосцами. Также по этому плану должны были быть построены 20 броненосцев и тяжёлых крейсеров, 20 лёгких крейсеров, 22 разведывательных крейсера, 68 эсминцев, 90 миноносцев и 249 подводных лодок.
Гитлер потребовал сократить срок реализации плана, чтобы флот был готов к 1944 году и утвердил его 27 апреля 1939 года.
Когда в сентябре 1939 года Германия начала Вторую мировую войну в Европе, на новых кораблях, заказанных в соответствии с Планом «Z», почти не было выполнено никаких работ. Необходимость перевода производственных мощностей на более насущные требования вынудила Kriegsmarine отказаться от программы строительства, и лишь несколько крупных кораблей, которые были заложены до Плана «Z», были завершены во время войны. Тем не менее, план все же оказал значительное влияние на ход Второй мировой войны, поскольку к началу войны было завершено всего несколько десятков подводных лодок. В 1943 году численность подводного флота адмирала Карла Дёница, наконец, достигла 300 подводных лодок, которые он посчитал необходимыми для победы в коммерческой войне против Британии, однако к тому времени союзники добились значительных успехов в радиолокации, значительно возрос радиус действия и эффективность их противолодочной авиации, что поставило подводный флот немцев в ситуацию, когда его боевые действия стали сильно затруднены.

## Содержание Плана «Z»
| Тип                         | Водоизмещение, т | Вооружение                                                       | Скорость, уз. | Дальность плавания, миль | Количество |
| --------------------------- | ---------------- | ---------------------------------------------------------------- | ------------- | ------------------------ | ---------- |
| Линейные корабли            | 50 000 — 54 000  | 8 × 380-мм 12 × 150-мм 2 катапульты 4 самолёта 6 торп. аппаратов | 30            |                          | 10         |
| Линейные крейсеры           | 29 000 — 36 000  | 9 × 283-мм                                                       | 33,5          |                          | 3          |
| Броненосцы                  | 10 000           |                                                                  |               |                          | 3          |
| Лёгкие крейсеры (класс «M») | 8 000            | 8 × 150-мм                                                       | 36            |                          | 16         |
| Лёгкие крейсеры             | 6 000            |                                                                  |               |                          | 6          |
| Разведывательные крейсеры   | 5 000            | 6 × 150-мм                                                       | 36            |                          | 22         |
| Авианосцы                   | 19 000 — 27 000  | 6 × 150-мм                                                       | 34,5          |                          | 4          |
| Эсминцы                     |                  |                                                                  |               |                          | 68         |
| Миноносцы                   |                  |                                                                  |               |                          | 90         |
| Океанские подводные лодки   |                  |                                                                  |               |                          | 27         |
| Подводные лодки типа IX     |                  |                                                                  |               |                          | 62         |
| Подводные лодки типа VII    |                  |                                                                  |               |                          | 100        |
| Подводные лодки типа II     |                  |                                                                  |               |                          | 60         |
| Вспомогательные корабли     |                  |                                                                  |               |                          | 300        |

По мере вхождения в строй, корабли должны были быть распределены на четыре основные группы:
- Рейдерские Силы для действий на открытых океанско-морских просторах в составе 3 быстроходных линкоров, 3 «карманных» линкоров, 5 тяжёлых крейсеров, 2 авианосцев, нескольких лёгких крейсеров (в том числе минных заградителей), 190 подводных лодок (в том числе 6 артиллерийских, 6 минных заградителей, 6 эскадренных);
- Флот Отечественных Вод для сковывания главным образом Британского Отечественного флота в составе 4 линкоров, нескольких лёгких крейсеров и эсминцев;
- Две группы Атакующих Сил «А» и «В» для уничтожения крупных кораблей противника, направляемых против кораблей Рейдерских Сил, в составе 3 линкоров с 400-мм артиллерийским вооружением, нескольких лёгких крейсеров и эсминцев.

## Реализация
К сентябрю 1939 года германский флот насчитывал 107 боевых кораблей основных классов:
- 2 линкора;
- 3 броненосца;
- 1 тяжелый крейсер;
- 6 легких крейсеров;
- 22 эсминца;
- 12 миноносцев;
- 57 подводных лодок.

Во время Второй мировой войны План «Z» реализован не был. В 1939–1945 годах были построены 2 линкора, 2 тяжелых крейсера, 18 эсминцев, 36 миноносцев и около 1100 подводных лодок.
Заложенные, но недостроенные корабли были пущены на слом.
Чтобы создать ядро флота по Плану Z, должны были быть построены шесть линейных кораблей класса H, три линейных крейсера класса O, двенадцать крейсеров класса P и два авианосца класса Graf Zeppelin с еще двумя новыми конструкциями. Пять кораблей класса «адмирал Хиппер» выполнили мандат на тяжелых крейсерах, в то время как Легкие крейсеры класса М будут соответствовать требованиям для легких крейсеров. Дизайн Spähkreuzer 1938 года послужит основой для разведчиков флота, заказанных в программе. 27 июля 1939 года командующий Кригсмарине Редер пересмотрел план отмены всех двенадцати Panzerschiffe P-класса.
За короткое время от введения Плана Z до начала войны с Соединенным Королевством 3 сентября 1939 года были заложены только два больших корабля плана, пара линкоров класса H. Материал для других четырех кораблей начал собираться для подготовки к началу строительства, но никаких работ сделано не было. В то время компоненты трех линейных крейсеров были в производстве, но их кили еще не были заложены. Два из крейсеров класса M были заложены, но их постройка также была отменена в конце сентября. Работа над Графом Цеппелином была окончательно отменена в 1943 году, когда Гитлер окончательно разочаровался в надводном флоте после битвы за Баренцево море.

## Комментарии
1. ↑  Минные заградители, тральщики, охотники за подводными лодками, сторожевики, торпедные катера и другие.